# Zeugdruckerei
Die Zeugdruckerei (Stoffdruckerei) ist ein Verfahren, Dessins (farbige Muster) auf Geweben durch Textildruck zu erzeugen. Zeug ist ein altertümlicher Ausdruck für Gewebe aus Baumwolle oder Leinen.

## Vorgang
Die Zeugdruckerei beruht auf denselben Prinzipien wie die Färberei, doch werden die Muster auf sehr verschiedene Weise hervorgebracht. Zum Auftragen der Farben oder Beizen dient im einfachsten Fall der viereckige Holzblock, auf welchem das Muster als Relief angebracht ist. Man schneidet dasselbe entweder direkt in das harte Holz des sogenannten Models, oder gibt die Umrisse der Figuren, da das Holz sich leicht abnutzt, durch eingeschlagene Drahtstifte und Blechstreifen an und füllt die Flächen zwischen den Konturen, welche ebenfalls Farbe annehmen sollen, mit Filz oder Tuch aus. Häufig arbeitet man auch mit einem Abguss des Holzschnitts in Stereotypmetall.
Das passend zugerichtete Gewebe wird auf einem mit Tuch überzogenen Tisch ausgebreitet, die Druckform auf das im Streichkasten (Chassis) befindliche Tuch, welches stets gleichmäßig mit Farbe versehen werden muss, gesetzt und dann auf das Zeug gebracht. Ein Schlag mit einem hölzernen Hammer auf die Rückseite des Blockes bewirkt, dass die Farbe auf das Zeug übergeht. Um bei wiederholtem Aufsetzen des Blockes den richtigen Anschluss des Musters zu erreichen, sind zwei kleine Stifte vorhanden, welche zwei Löcher in das Zeug stechen, und der Drucker setzt den Stift an seiner linken Seite in das Loch, welches beim letzten Aufsetzen des Blockes der Stift an seiner rechten Seite gemacht hat. Die Streichkästen sind häufig so konstruiert, dass sie gleichzeitig mehrere voneinander getrennte Farben aufnehmen und an den Block abgeben können.
Statt des Holzblockes benutzt man auch hölzerne Walzen, auf denen die Muster in ähnlicher Weise erhaben angebracht sind. Die Druckvorrichtungen mit derartigen Walzen (Plombinen), welche die Farben von einem Tuch aufnehmen, werden durch Maschinen in Bewegung gesetzt und arbeiten daher viel schneller als der Handdruck. Später dann hat man die Walze wieder aufgegeben und wendet flache Druckformen auf der Perrotine an. Auf 3–4 hölzernen Platten sind die aus Metalllegierung hergestellten Druckformen befestigt, welche abwechselnd mit mäßigem Federdruck gegen das Zeug schlagen, nachdem sie vorher durch Farbewalzen mit Farbe gespeist sind, während das Gewebe jedes Mal um die Breite einer Form vorrückt.
Gegenwärtig sind alle Druckvorrichtungen mit erhaben geschnittenen Mustern durch die Walzendruckmaschine verdrängt, in deren kupferne Walzen das Muster eingepresst ist. Die Walzen werden durch andere, tuchüberzogene Walzen mit Farbe gespeist und durch elastische Stahlschneiden (Abstreichmesser), welche sich dicht an die Walzen anlegen, von aller an deren Oberfläche haftender Farbe befreit, so dass nur die in den das Muster bildenden Vertiefungen haftende Farbe durch starken Druck auf das Zeug übertragen wird.
Man baut derartige Maschinen, welche 3, 4, aber auch 20 Farben mit ebenso vielen Walzen drucken; doch ist die genaue Regulierung der Bewegung aller Teile solcher Maschinen, durch welche das Erscheinen sämtlicher Farben an richtiger Stelle gesichert wird, mit großen Schwierigkeiten verknüpft. Die aufzudruckenden Farben und Beizen müssen eine gewisse Konsistenz besitzen, damit sie an der Form hinreichend haften und auf dem Gewebe nicht verlaufen, und werden deshalb mit einem Verdickungsmittel, wie Mehl, Stärkemehl, Dextrin, Gummi, Tragant, Salep, Leim, Pfeifenerde, schwefelsaurem Bleioxid etc., versetzt.

## Verwendete Farbmittel
Im einfachsten Fall druckt man Körperfarben, wie Ultramarin, Chromgelb, Chromgrün, Scherwolle, Metallpulver etc., mit einem Bindemittel, wie Eiweiß, Firnis etc., auf und befestigt also die Farben ganz mechanisch auf der Faser. Bei Anwendung von Eiweiß wird das bedruckte Gewebe gedämpft, um das Eiweiß zum Gerinnen zu bringen und dadurch auf der Faser zu fixieren. Beim Argentindruck wird feines Zinnpulver mit ammoniakalischer Kaseinlösung aufgedruckt und nach dem Trocknen das graue Metallpulver auf der Glättmaschine mit silberähnlichem Glanz versehen.
Die Körperfarben gehören zu den Tafel- oder Applikationsfarben (topischen Farben), welche sämtlich schon fertig gebildet auf das Zeug gedruckt werden. Man benutzt aber neben den unlöslichen Körperfarben auch lösliche, welche auf der Faser unlöslich werden und sich dabei mit derselben fest verbinden, so dass sie wie die aufgedruckten Körperfarben dem Waschen widerstehen. So versetzt man eine Rotholzabkochung mit einem Zinnpräparat, aus welchem sich Zinnoxid abscheidet, welches sich auf der Faser fixiert und den Farbstoff aufnimmt. Häufig befestigt man die Tafelfarben auf den Geweben durch Einwirkung von Dampf.
Die Zeuge werden wie in der Färberei gebeizt, mit den verdickten Farben bedruckt und dann gedämpft, oder man trägt Farbstoff und Beize gemeinschaftlich auf und setzt einen Körper zu, welcher den Farblack (den der Farbstoff mit der Beize bildet) gelöst enthält oder die Bildung dieses Lackes bis zu der Operation des Dämpfens verhindert. Die Fixierung erfolgt z. B. in der Weise, dass durch das Dämpfen Essigsäure ausgetrieben oder Zinnchlorid unter Verflüchtigung von Chlorwasserstoff und Niederschlagung von Zinnoxid (mit welchem sich der Farbstoff verbindet) auf die Faser zersetzt wird. Bisweilen setzt man auch einen oxidierend wirkenden Körper, wie chromsaures Kalium etc., zu, um durch diesen beim Dämpfen die Fixierung zu erreichen. Zum Zweck des Dämpfens hängt man die Gewebe in großen geschlossenen Räumen in der Art auf, dass sich die bedruckten Stellen nicht berühren, und leitet Hochdruckdampf ein, weil durch feuchten Dampf die Farben zerfließen würden.
Sehr viele Farben werden in der Zeugdruckerei in der Art hervorgebracht, dass man die weißen Gewebe mit der Beize bedruckt, diese nach den Prinzipien der Färberei fixiert, trocknet und das Gewebe dann in die Farbebrühe bringt. Der Farbstoff schlägt sich nur auf die bedruckten Stellen nieder, während der Grund weiß bleibt oder so wenig Farbe aufnimmt, dass er durch ein Seifen- oder Kleienbad oder durch schwaches Bleichen (Buntbleiche) vollständig wieder gereinigt werden kann (Kesselfarben, Krappfarben). Man kann aber auch das Gewebe auf der Klotz- oder Grundiermaschine seiner ganzen Fläche nach mit Beize imprägnieren und, nachdem dieselbe getrocknet ist, verschiedene Farben aufdrucken, oder man färbt das ganze Gewebe aus, um einen farbigen Grund zu erhalten, auf welchem man durch Aufdrucken von Beizen und Ausfärben oder auf andre Weise Muster erzeugt (Klotzdruck). Die Klotzmaschine besteht aus zwei mit dicken Lagen von Baumwollenstoff umwickelten Messingwalzen. Das Gewebe passiert zweimal einen Trog, welcher die Beize enthält, und ebenso oft die Walzen, zwischen denen es sehr gleichmäßig mit der Beize imprägniert und von überschüssiger Flüssigkeit befreit wird. Mittels besonderer Vorrichtungen wird es dann möglichst schnell und gleichmäßig getrocknet.

## Reservetechnik
Reservetechnik nennt sich ein indirektes Färbeverfahren, das u. a. bei Textilien und bei Papier Verwendung findet. Das Dekor wird mit heißem Wachs oder mit diversen pastenförmigen Stoffen, dem Papp, aufgebracht, wobei diese Substanzen beim Tauchfärben die Aufnahme von Farbe verhindern und anschließend wieder entfernt werden. Hierdurch bleibt an den abgedeckten Stellen die ursprüngliche Farbe erhalten, wie dies z. B. bei der Batik und beim textilen Blaudruck der Fall ist.